# Пелчи
Пелчи (латыш. Pelči) — населённый пункт в Кулдигском крае Латвии. Административный центр Пелчской волости. Расстояние до города Кулдига составляет около 5 км. По данным на 2017 год, в населённом пункте проживало 433 человека. Есть волостная администрация, начальная школа, детский сад, специализированная школа-интернат, общественный центр, библиотека, почтовое отделение и поместье.

## История
Впервые упоминается в 1441 году. Село являлось центром поместья Пелчи (Пельцен).
В советское время населённый пункт был центром Иевукалнского сельсовета Кулдигского района. В селе располагалась центральная усадьба колхоза «Комунарс».